# Martinijevke
Martinijevke (lat. Martyniaceae), porodica biljaka u redu medićolike. Trinaest priznatih vrsta ograničeno je samo na Novi svijet

## Opis
Jednogodišnje ili višegodišnje zeljaste biljke, često s gomoljastim korijenjem; prekriven ljepljivim žljezdastim dlačicama. Lišće naizmjenično ili nasuprotno, veliko, rubovi cijeli do nazubljeni ili ponekad režnjeviti, peteljke duge; stipule odsutne.
Cvatovi aksilarni i/ili terminalni grozdovi, često 1 ili 2 brakteole na dnu peteljke. Cvjetovi zigomorfni, dvospolni, 5-režnjeviti. Čašičnih listića 5, slobodnih ili sraslih u 5-režnjevitu čašicu s donje strane rascijepljenu. Vjenčić cjevast, usko-cilindričan pri dnu i širi se prema vrhu, 5-režnjevit i često 2-usna. Prašnici epipetalni; ili s 4 plodna prašnika u parovima nejednake duljine s petim staminodijom, ili 2 plodna s 2 ili 3 staminoda. Ovarij gornji, karpela 2, 1-lokularan; jajne stanice nekoliko do mnogo; stil tanak, završen s 2 stigmatična režnja.
Plod drvenasta čahura s kadukuzno ± mesnatom vanjskom površinom, koja se uzdužno odvaja tako da otvoreni plod nosi 2 zakrivljena roga; sjemenki malo–mnogo, duguljasti, stisnuti, crni.

## Rasprostranjenost
Svijet: 5 rodova, 16 vrsta, tropska i suptropska Amerika i susjedna umjerena područja. Australija: 3 roda, 4 vrste, sve kopnene države osim Sjevernog teritorija.

## Rodovi
1. Ibicella (Stapf) Van Eselt. (2 spp.)
2. Holoregmia Nees (1 sp.)
3. Craniolaria L. (3 spp.)
4. Martynia L. (2 spp.)
5. Proboscidea Juss. ex Schmidel (7 spp.)